# Укргіпроруда
ВАТ «Укргіпроруда» — «Український гірничий інститут з проектування підприємств рудної, флюсової, вогнетривкої сировини і будівельних матеріалів» — відкрите акціонерне товариство. Спадкоємець союзного державного інституту «Южгипроруда».
Інститут «Южгипроруда» створений у м. Харкові в 1933 році за наказом Головного Управління металургійної промисловості від 14 вересня 1933 року № 229 з філіалом у Кривому Розі.
Статус юридичної особи припинений у 2010 році.

## Напрямки діяльності
Інститут був комплексною генеральною організацією по проєктуванню будівництва нових і реконструкції діючих кар'єрів, шахт, рудників, збагачувальних, агломераційних і грудкувальних фабрик, об'єктів транспортного, енергетичного, ремонтного, складського господарства і об'єктів житлово-цивільного призначення гірничорудних підприємств України, а також Росії, Грузії, Азербайджану. Для виконання проєктних робіт по об'єктах генпроєктування інституту залучається до 50 спеціалізованих субпідрядних проєктних організацій.
За проєктами інституту створені найбільші в країні і світі гірничо-збагачувальні комбінати:
- по видобутку і переробці залізорудної сировини: Північний, Південний, Новокриворізький, Полтавський гірничо-збагачувальні комбінати і Комиш-Бурунський залізорудний комбінат, Лебединський рудник (нині Лебединський ГЗК), Михайлівський залізорудний комбінат (Михайлівський ГЗК), Південно-Коробковський, Данковський доломітний комбінат, Студенівське, Щелківське, Барсуківське, Жирновське рудоуправління в Росії, гірничо-збагачувальний комбінат «Чіатурмарганець» — у Грузії, шахта ім. Академіка Губкіна (комбінат КМАруда);
- з видобутку і переробки марганцевої сировини: Марганецький, Орджонікідзевський ГЗК і виробниче об'єднання «Чіатурмарганець»;
- з видобутку і переробки флюсової сировини: 12 спеціалізованих підприємств, що нараховують 21 кар'єр і 20 дробильно-збагачувальних фабрик (Докучаєвський комбінат, Комсомольське, Новотроїцьке, Балаклавське, Дружківське, Кіровоградське, Приазовське, Овруцьке рудоуправління і т. д.).

Крім того, інститут проєктує підприємства по видобутку вогнетривких глин, бентонітів, каоліну і кварцових пісків.
Фахівцями інституту надавалася технічна допомога в проєктуванні гірничодобувних підприємств Монголії, Індії, Ірану, Болгарії.
З 1997 р. в інституті почав розвиватися новий напрям, пов'язаний з енергозбереженням. Зокрема інститутом розроблені системи комплексної автоматизації підприємств паливно-енергетичного комплексу (енергетичних компаній, ТЕС, ТЕЦ, тепломереж, підприємств з видобутку, переробки, транспортування і реалізації нафти і газу), великих і середніх промислових підприємств з енергоємним виробництвом (ГЗК, ГМК і т. Д.).
В Інституті працювало 200 фахівців (2004).